# Cobeña (Madrid)
Cobeña es un municipio y localidad española de la Comunidad de Madrid, perteneciente a la unidad paisajística de La Campiña, situada al lado de Ajalvir. Cuenta con una población de 7759 habitantes (INE 2024).

## Geografía
El término municipal de Cobeña tiene una extensión de 21 km² y se encuentra situado en el noreste de la Comunidad de Madrid, a 24 km de la capital. La localidad se encuentra emplazada sobre la falda de un cerro perteneciente a las terrazas y aluviones que configuró el río Jarama a 675 m sobre el nivel del mar. En cuanto a la descripción del paisaje se pueden delimitar dos grandes unidades: las terrazas e interfluvios del Jarama y las campiñas onduladas del arroyo de Las Quemadas.
Por el municipio discurren accesos de la N-I (Burgos), N-II (Barcelona) y de la M-50. También tiene acceso al aeropuerto de Madrid-Barajas por la carretera M-103 hacia Belvis de Jarama. Se encuentra a 9 km de San Sebastián de los Reyes, a 11 km de Alcobendas, a 3 km de Algete y Ajalvir, a 15 km de Alcalá de Henares y a 13 km de Torrejón de Ardoz. Limita con los términos municipales de Algete, Daganzo de Arriba, Paracuellos de Jarama, San Sebastián de los Reyes y Ajalvir.
La vegetación natural en la zona no es muy abundante como consecuencia de la explotación agraria desarrollada en el municipio. Las zonas más representativas de vegetación se encuentran a lo largo del arroyo de las Quemadas y en las zonas de vaguada y barrancos situadas en el centro y sur del municipio, donde predomina la vegetación de ribera (chopos, sauces, olmos, matorrales espinosos, juncos, etc). De las formaciones vegetales presentes asociadas a los usos de suelo actuales, cabe destacar los cultivos agrícolas principalmente de secano de cereal y en menor extensión leñosos de secano y regadíos; así como vegetación propia de las etapas de sustitución de las series de vegetación potencial del encinar: retamares y coscojares en las laderas de mayor pendiente de las márgenes del arroyo de las Quemadas, vegetación de ribera y de vaguada, pastizales y eriales, y repoblaciones. La composición de la vegetación actual presente en el municipal de Cobeña genera diferentes tipos hábitats que condicionan la estructura y la diversidad de las comunidades faunísticas existentes en el área de estudio. La geografía de Cobeña puede recorrerse detalladamente gracias a su Red de Senderos del Municipio de Cobeña, que se organizan en las siguientes rutas:
- Ruta 1: Valle de Abajo y de los medios cerealistas.
- Ruta 2: Valle de Arriba y la Dehesa de Cobeña.
- Ruta 3: La Dehesa de Cobeña.
- Ruta 4: Valle de Arriba y el Alfalfar.
- Ruta 5: Valle de Arriba y la ZEPA "Estepas cerealistas de los Ríos".

### Clima
En Cobeña, los veranos son cortos, cálidos, secos y mayormente despejados y los inviernos son largos, muy frío y parcialmente nublados. Durante el transcurso del año, la temperatura generalmente varía de 0 °C a 33 °C y rara vez baja a menos de -4 °C o sube a más de 37 °C.
La temporada de lluvia dura 9,9 meses, del 3 de septiembre al 1 de julio, con un intervalo móvil de 31 días de lluvia de por lo menos 13 mm. El mes con más lluvia en Cobeña es octubre, con un promedio de 43 mm. El periodo del año sin lluvia dura 2,1 meses, del 1 de julio al 3 de septiembre. El mes con menos lluvia en Cobeña es julio, con un promedio de 8 mm.

### Naturaleza
Su suelo en su mayor parte es de carácter arcilloso y arenoso. Estas capas arcillosas permiten que las aguas que se filtran entre ellas vayan a parar al Jarama en diferentes capas, lo que permite encontrar una importante riqueza en acuíferos a profundidades diferentes.
Contiene una gran variedad de especies arbóreas como son el álamo negro, el chopo, álamo blanco, arce negundo, acacias, olmos, fresnos, moreras y pino, que ha sido repoblado en los últimos años. Existe una gran cantidad de arbustos como son retamas, zarzales, majuelos, tomillos, etc. que a la vez de dar un formidable aspecto paisajístico cumplen la función de dar cobijo, protección y alimento a la fauna cinegética que aquí se encuentra.
Desde el punto de vista de la fauna, propio de los cultivos de secano, son las aves esteparias, que tienen protección legal determinada por una zona de especial protección de aves (ZEPA), denominada estepas cerealistas del río Jarama. Encontramos un importante núcleo de avutardas junto con ortegas, gangas, sisón, alcaraván, aguilucho canizo, lechuzas, búhos, tordos, chovas, águila perdicera, cernícalos, autillos, cornejas, paloma torcaz, etc. Destacan dentro de este ecosistema especies de interés cinegético como la perdiz, la codorniz, la paloma torcaz, paloma común, la liebre y sobre todo el conejo, siendo la caza menor muy importante. Debido a la gran cantidad de conejos, han proliferado familias de zorros y también se puede ver algún que otro gamo y jabalí de paso.

## Historia
De la antigüedad de esta villa se tienen noticias de que ya existía en la dominación Romana. Su fundación se estima en el siglo IX o X, por los árabes, si bien y a tenor de los documentos aparecidos es en el 1369 (siglo XIV) cuando Enrique II de Trastamara, llamado el de "Las Mercedes", expide carta de donación de los pueblos de Alcobendas, Barajas y Cobeña a favor de Pedro González de Mendoza, mayordomo del infante D. Juan, su hijo. La villa de Cobeña queda así bajo el régimen señorial de la Casa de los Mendoza, de Guadalajara, en la persona de Pedro González de Mendoza, primer conde de Coruña.
El asentamiento de los judíos en la meseta castellana supuso para Cobeña una época de enriquecimiento, a la vez que de importancia en relación con pueblos y villas de su alrededor, pues se hablaba, en su época, del auténtico poder económico y financiero que ejercían las aljamas que constituían el eje de Torrelaguna-Cobeña-Alcalá.
La aljama (judería) de Cobeña eran tan importantes en estos aspectos referidos, que para el alfoz de Alcalá (territorio de varios puebles que forman una jurisdicción) Cobeña era pieza fundamental. Esta alfoz se extendió por villas y aldeas situadas entre el Henares, el Jarama, y el Tajuña, y entre ellas fue notable la riqueza de Cobeña, pues las 70 familias judías que componían la aljama de esta Villa, estaban dedicadas a ocupaciones de tratantes, mercaderes, plateros y cereros, personas ricas y acaudaladas que motivaron el dicho de "Mas vale Cobeña que Alcalá y sus tierras". Se hizo famosa por las bodas que estas familias judías de Cobeña celebraban con otras también de Torrelaguna (matrimonios entre varones de Torrelaguna y doncellas de Cobeña).
En esta villa nacieron los Colodros, familia que emparentó con los Cabeza, naciendo en esa línea Santa María de la Cabeza, discutiéndose Torrelaguna y Cobeña el nacimiento de la Santa. Según el historiador de la época que lo atestigua, Santa María de la Cabeza nació en una casa solariega que existía en un lugar llamado Los Vallejuelos. También está constatado que a una legua de Cobeña estaba la ermita de Belvis, que San Isidro visitaba mientras se refugió en Torrelaguna cuando Alí, hijo de Yuste, sitió Madrid.
Asimismo, se tienen noticias de que existió un castillo propiedad de Álvaro de Luna, condestable bajo el reinado de Juan II de Castilla, y a la muerte de aquel, durante el reinado del propio Juan II, el castillo fue derribado. Sus sillares, se cree, fueron empleados por Gaspar de la Peña, discípulo de Juan de Herrera, para edificar la iglesia hoy existente.
En 1579 (siglo XVI) esta villa contaba con dos alcaldes ordinarios, 213 casa con 223 vecinos, que la Chancillería de Valladolid era la competente para resolver litigios y pleitos, que pertenecía al Arzobispado de Toledo, que no tenía iglesia catedral ni colegial, y que no hay más que una iglesia parroquial bajo la advocación de San Cipriano, que contaba con un hospital de 7 camas para pobres, fundado por Sancho López y su mujer María Alfonso, naturales de esta villa, donde se curan enfermos no contagiosos, por expreso deseo de sus fundadores.
Noticias más modernas que datan de 1847 (siglo XIX) hablan de esta villa diciendo que se encuentra a cuatro leguas de Madrid, que su clima por lo general es sano, que tiene 70 casas, incluida la del Ayuntamiento, distribuidas en 17 calles de mal piso por lo común, hay una plaza (la de la Constitución) que tiene una cárcel de poca extensión, escuela de instrucción primaria, común a ambos sexos a la que concurren 60 alumnos que se hallan bajo la dirección de un maestro dotado con un sueldo de 3000 reales, que en las afueras se encuentra el cementerio, que en nada perjudica a la salud pública, y una fuente de buen agua que utilizan los vecinos para su uso, que el correo se recibe por valijero, dos días a la semana, que mantiene ganado lanar, vacuno y de cerda y que cría caza de perdices, liebres y alguna codorniz.

## Demografía
Cuenta con una población de 7759 habitantes (INE 2024).
| Gráfica de evolución demográfica de Cobeña entre 1842 y 2021                                                          |
| |
| Población de derecho según los censos de población del INE. Población de hecho según los censos de población del INE. |

## Transporte
A Cobeña llegan 4 líneas de autobús, enlazando tres de ellas con Madrid capital (2 en el intercambiador de Plaza de Castilla y una en la estación de Barajas), además de otra nocturna que también enlaza con el intercambiador de Plaza de Castilla. Las líneas son:
| Línea | Recorrido                                                        | Operador |
| ----- | ---------------------------------------------------------------- | -------- |
| 183   | Madrid (Plaza de Castilla) – Cobeña - Algete                     | Interbus |
| 185   | Madrid (Plaza de Castilla) – Nuevo Algete                        | Interbus |
| 254   | Valdeolmos / Fuente el Saz – Alcalá de Henares                   | ALSA     |
| FS2   | Torrelaguna - Alcalá de Henares                                  | ALSA     |
| 263   | Madrid (Barajas) - Cobeña - Algete                               | Interbus |
| N103  | Madrid (Plaza de Castilla) – Algete - Madrid (Plaza de Castilla) | Interbus |

## Administración y política

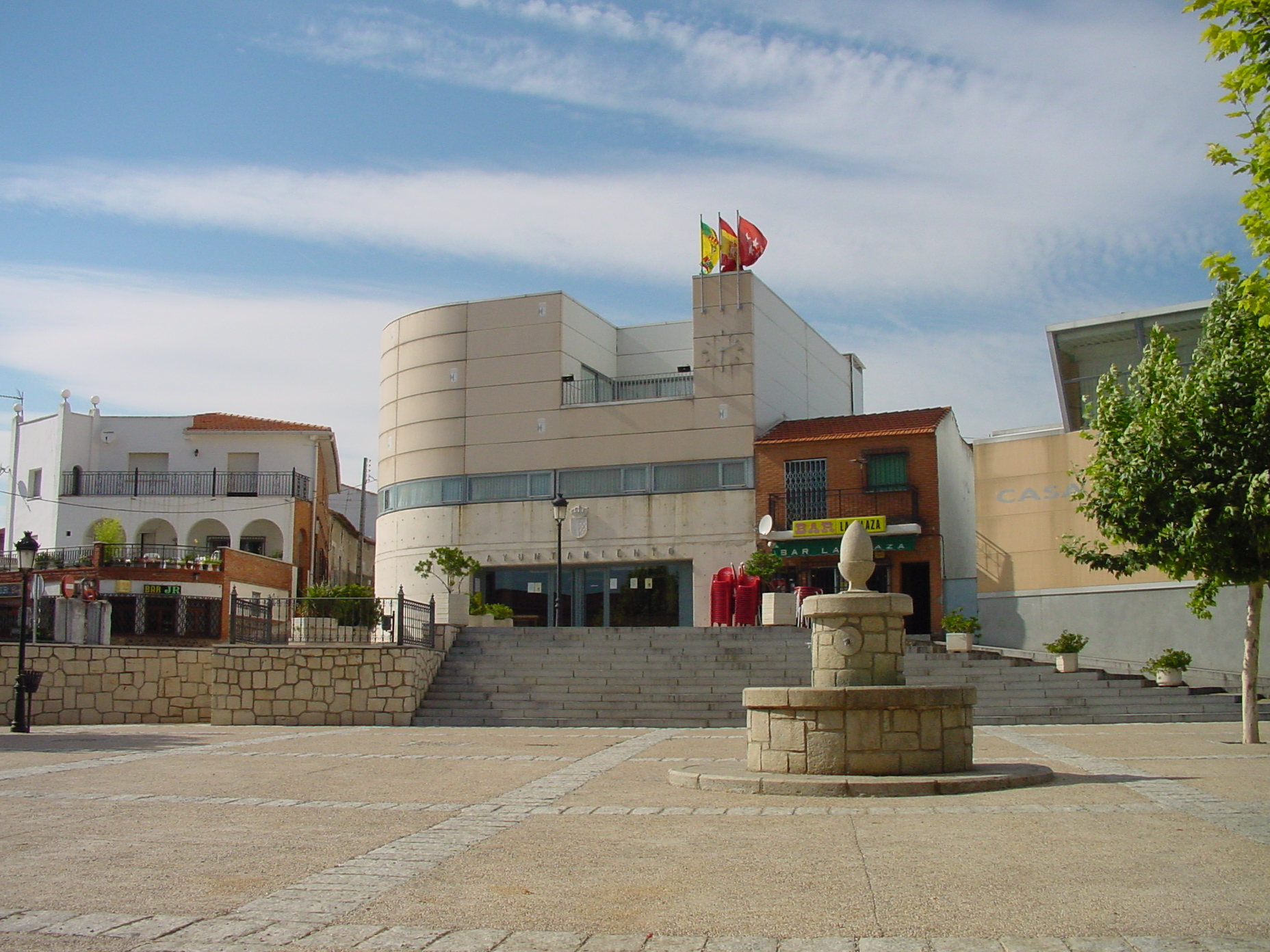
Casa consistorial en la plaza de la Villa

### Alcaldes
| Lista de alcaldes |                            |                                             |
| Años              | Nombre                     | Partido Político                            |
| 1979-1983         | Victoriano Tendero Morales | Municipales Independientes de Cobeña (MIC)  |
| 1983-1987         | Antonio Barroso Pérez      | Independiente                               |
| 1987-1991         | Ramón Puertas Tapiador     | Independiente                               |
| 1991-1995         | Ramón Puertas Tapiador     | Partido Socialista Obrero Español (PSOE)    |
| 1995-1999         | Ramón Puertas Tapiador     | Partido Socialista Obrero Español (PSOE)    |
| 1999-2003         | Ramón Puertas Tapiador     | Partido Socialista Obrero Español (PSOE)    |
| 2003-2007         | Jorge Amatos Rodríguez     | Partido Popular (PP)                        |
| 2007-2011         | Eugenio González Moya      | Izquierda Unida Comunidad de Madrid (IU-CM) |
| 2011-2015         | Jorge Amatos Rodríguez     | Partido Popular (PP)                        |
| 2015-2019         | Jorge Amatos Rodríguez     | Partido Popular (PP)                        |
| 2019-2023         | Jorge Amatos Rodríguez     | Partido Popular (PP)                        |
| 2023-             | Jorge Amatos Rodríguez     | Partido Popular (PP)                        |

### Elecciones
| Resultados al Ayuntamiento de Cobeña en las elecciones del 28 de mayo de 2023 |       |            |            |
| Partido político                                                              | Votos | Porcentaje | Concejales |
| Partido Popular (PP)                                                          | 2038  | 53,46 %    | 8          |
| Partido Socialista Obrero Español (PSOE)                                      | 678   | 17,78 %    | 2          |
| Vox                                                                           | 487   | 12,77 %    | 2          |
| Vecinos de Cobeña (VDEC)                                                      | 279   | 7,31 %     | 1          |

## Educación
En Cobeña hay una guardería pública, un colegio público bilingüe de educación infantil, primaria y secundaria, un colegio privado bilingüe (con concierto desde 2011) y una biblioteca pública.

## Fiestas
Fiestas de mayo en honor del Santísimo Cristo del Amparo y de octubre en honor de la Nuestra Señora del Rosario.

## Patrimonio
La iglesia parroquial de San Cipriano se comenzó a construir en el siglo XVI. Se compone de tres amplias naves separadas por arcos de medio punto sustentados sobre columnas de piedra. El coro está situado a los pies del edificio y sostenido por un extraordinario arco. En la fachada principal, a la izquierda, se levanta una gran torre culminada con chapitel. El edificio de la iglesia parroquial de Cobeña se encuentra en la plaza de la Villa. Esta iglesia está declarada como bien de interés cultural en la categoría de monumento según Decreto 142 de 10 de octubre de 1996.